# Klaus Toppmöller
Klaus Toppmöller (født 12. august 1951 i Rivenich, Vesttyskland) er en tidligere tysk fodboldspiller og senere træner. Han var som aktiv primært tilknyttet FC Kaiserslautern, og nåede tre landskampe for Vesttyskland. Som træner huskes han blandt andet for at føre Bayer Leverkusen til Champions League-finalen i 2002.

## Aktive karriere
Toppmöller spillede som aktivt primært for FC Kaiserslautern, hvor han var tilknyttet i otte år. Her nåede han som angriber at spille mere end 200 ligakampe og score over 100 mål. Han spillede også tre kampe og scorede ét mål for Vesttysklands landshold

## Trænerkarriere
Efter Toppmöller i 1987 indstillede sin aktive karriere har Toppmöller gjort karriere som træner. Han slog sit navn fast, da han fra 1994 til 1999 stod i spidsen for VfL Bochum. Fra 2001 til 2003 var han ansvarshavende i Bayer Leverkusen, som han førte til Champions League-finalen i 2002, der dog blev tabt 1-2 til Real Madrid. Samme år sluttede man også på 2. pladsen i Bundesligaen og nåede finalen i DFB-Pokalturneringen. Siden har han også trænet Hamburger SV og Georgiens landshold.